# Jelssin Robledo
Jelssin Donnovan Robledo Mena (* 3. November 1995) ist ein kolumbianischer Mittelstreckenläufer, der sich auf den 800-Meter-Lauf spezialisiert hat. 

## Sportliche Laufbahn
Erste Erfahrungen bei internationalen Meisterschaften sammelte Jelssin Robledo im Jahr 2016, als er bei den U23-Südamerikameisterschaften in Lima in 1:48,85 min die Silbermedaille über 800 Meter hinter dem Argentinier Leandro Paris gewann. Im Jahr darauf belegte er bei den Südamerikameisterschaften in Luque in 1:51,08 min den vierten Platz und anschließend gewann er bei den Juegos Bolivarianos in Santa Marta in 1:49,20 min die Bronzemedaille hinter seinem Landsmann Rafith Rodríguez und Lucirio Antonio Garrido aus Venezuela. Zudem siegte er mit der kolumbianischen 4-mal-400-Meter-Staffel in 3:06,14 min. 2018 nahm er an den Südamerikaspielen in Cochabamba teil und gewann dort in 1:51,50 min die Silbermedaille über 800 Meter hinter Lucirio Antonio Garrido aus Venezuela und mit der Staffel siegte er in 3:04,78 min gemeinsam mit Bernardo Baloyes, Diego Palomeque und Yilmar Herrera. Anschließend schied er bei den Zentralamerika- und Karibikspielen in Barranquilla mit 1:50,75 min im Vorlauf über 800 Meter aus. 
2019 gewann er bei den Südamerikameisterschaften in Lima mit 1:47,31 min die Silbermedaille hinter dem Venezolaner Garrido und anschließend belegte er bei den Panamerikanischen Spielen ebendort in 1:47,98 min den siebten Platz. 2021 wurde er dann bei den Südamerikameisterschaften in Guayaquil in 1:48,31 min Vierter. Im Jahr darauf schied er bei den Ibero-Amerikanischen Meisterschaften in La Nucia mit 1:53,19 min im Vorlauf aus und siegte anschließend in 1:48,05 min bei den Juegos Bolivarianos in Valledupar über 800 Meter sowie in 3:06,61 min auch in der 4-mal-400-Meter-Staffel. Daraufhin gelangte er bei den Südamerikaspielen in Asunción mit 1:49,40 min auf Rang sechs. 2023 belegte er bei den Südamerikameisterschaften in São Paulo in 1:48,16 min den vierten Platz über 800 Meter.
In den Jahren 2017, 2021 und 2022 wurde Robledo kolumbianischer Meister im 800-Meter-Lauf und 2018 siegte er in der 4-mal-400-Meter-Staffel.

## Persönliche Bestzeiten
- 400 Meter: 47,11 s, 25. Oktober 2017 in Tunja
- 800 Meter: 1:46,23 min, 25. April 2021 in Ibagué